# Asthenopholis rex
Asthenopholis rex är en skalbaggsart som beskrevs av Harrison 2009. Asthenopholis rex ingår i släktet Asthenopholis och familjen Melolonthidae. Inga underarter finns listade.